# RideLondon Classique
RideLondon Classique – kobiecy kolarski wyścig etapowy rozgrywany corocznie od 2013 w Londynie w Wielkiej Brytanii. Do 2015 organizowany pod nazwą RideLondon Grand Prix. Od 2016 jest częścią cyklu najważniejszych zawodów kolarskich dla kobiet – UCI Women’s World Tour.

## Zwyciężczynie
Opracowano na podstawie:
| Rok  | Pierwsze          | Drugie         | Trzecie            |          |
| ---- | ----------------- | -------------- | ------------------ | -------- |
| 2013 | Laura Trott       | Hannah Barnes  | Loren Rowney       |          |
| 2014 | Giorgia Bronzini  | Marianne Vos   | Lizzie Armitstead  |          |
| 2015 | Barbara Guarischi | Shelley Olds   | Annalisa Cucinotta |          |
| 2016 | Kirsten Wild      | Nina Kessler   | Leah Kirchmann     |          |
| 2017 | Coryn Rivera      | Lotta Lepistö  | Lisa Brennauer     |          |
| 2018 | Kirsten Wild      | Marianne Vos   | Elisa Balsamo      |          |
| 2019 | Lorena Wiebes     | Elisa Balsamo  | Coryn Rivera       |          |
| 2020 | odwołany          | odwołany       | odwołany           | odwołany |
| 2021 | odwołany          | odwołany       | odwołany           | odwołany |
| 2022 | Lorena Wiebes     | Elisa Balsamo  | Emma Norsgaard     |          |
| 2023 | Charlotte Kool    | Chloé Dygert   | Lizzie Deignan     |          |
| 2024 | Lorena Wiebes     | Charlotte Kool | Lotte Kopecky      |          |